# Wim van Eynde
Willem "Wim" van Eynde (Lier, 24 de julio de 1960) fue un ciclista belga, que fue profesional entre 1983 y 1993. De su palmarés destaca la Vuelta a Colonia de 1993.

## Palmarés
1981
- 1º en la Omloop Het Volk sub-23

1982
- 1º en la Ruban Granitier Breton
- 1º en la Bruselas-Opwijk

1987
- 1º en la Binche-Tournai-Binche

1989
- 1º en la Niza-Alassio

1993
- 1.º en la Vuelta a Colonia

### Resultados al Tour de Francia
- 1985. 93.º de la Clasificación General
- 1986. 102.º de la Clasificación General
- 1987. 126.º de la Clasificación General
- 1990. 97.º de la Clasificación General

### Resultados a la Vuelta a España
- 1983. Abandona